# Hirmina (mitología)
Según la mitología griega Hirmina o Hirmine (en griego Ὑρμίνη Hyrmínē) era una princesa de la Élide. El pueblo homónimo de Hirmina fue fundado por su hijo Áctor, que le puso su nombre.
Según Pausanias, Hirmina era hija de Epeo y de Anaxírroe, hija de Corono, pero su padre no tuvo descendencia masculina. Se desposó con Forbante, hijo de Lápites, y engendró al menos a Tifis, el piloto de la nave Argo, y también a Áctor, ya mencionado. En otras fuentes Forbante puede ser padre además de Augías y de Diogenía, pero no se especifica que Hirmina fuera la madre.